# 515 Athalia
Athalia (asteroide 515) é um asteroide da cintura principal com um diâmetro de 38,22 quilómetros, a 2,6116902 UA. Possui uma excentricidade de 0,166859 e um período orbital de 2 027,21 dias (5,55 anos).
Athalia tem uma velocidade orbital média de 16,82252436 km/s e uma inclinação de 2,03371º.
Este asteroide foi descoberto em 20 de Setembro de 1903 por Max Wolf.